# 高波 (1959年)
高波（1959年11月—），江苏溧阳人，中国人民解放军少将，第十三届全国人民代表大会代表。
曾任第39军副军长、南海舰队副参谋长，2014年任中国人民解放军总装备部陆军装备科研订购部部长。2015年12月31日，进入新成立的中国人民解放军陆军首任领导班子，出任装备部部长。2018年2月24日，当选为第十三届全国人大代表。